# Маскот (Флорида)
Маскот (енгл. Mascotte) град је у америчкој савезној држави Флорида. По попису становништва из 2010. у њему је живело 5.101 становника.

## Демографија
Према попису становништва из 2010. у граду је живело 5.101 становника, што је 2.414 (89,8%) становника више него 2000. године.
| Група             | 2000.         | 2010.         |
| Белци             | 1.347 (50,1%) | 1.900 (37,2%) |
| Афроамериканци    | 113 (4,2%)    | 601 (11,8%)   |
| Азијати           | 13 (0,5%)     | 74 (1,5%)     |
| Хиспаноамериканци | 1.180 (43,9%) | 2.411 (47,3%) |
| Укупно            | 2.687         | 5.101         |